# Lorenzo Sonognini

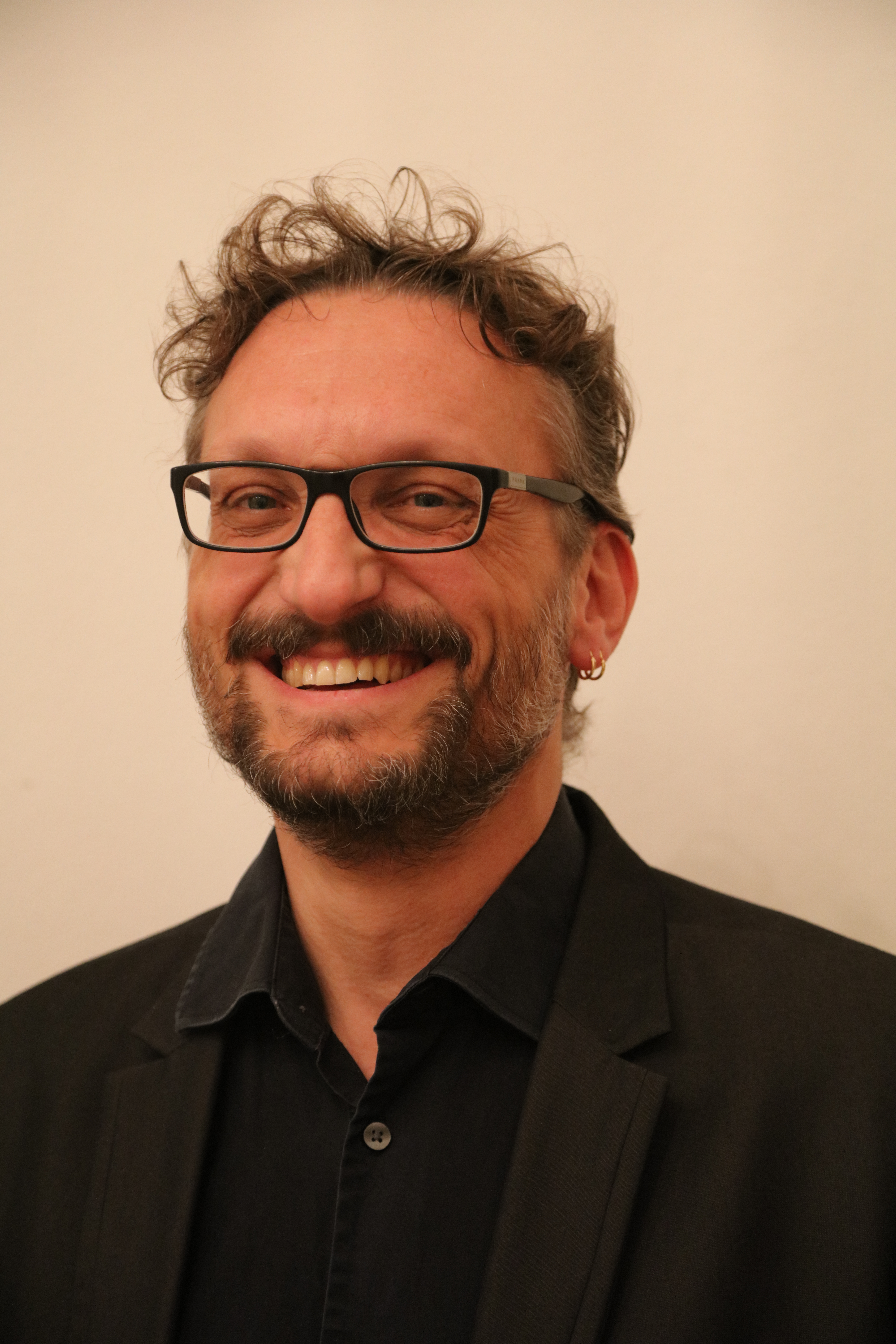
Lorenzo Sonognini (2017)

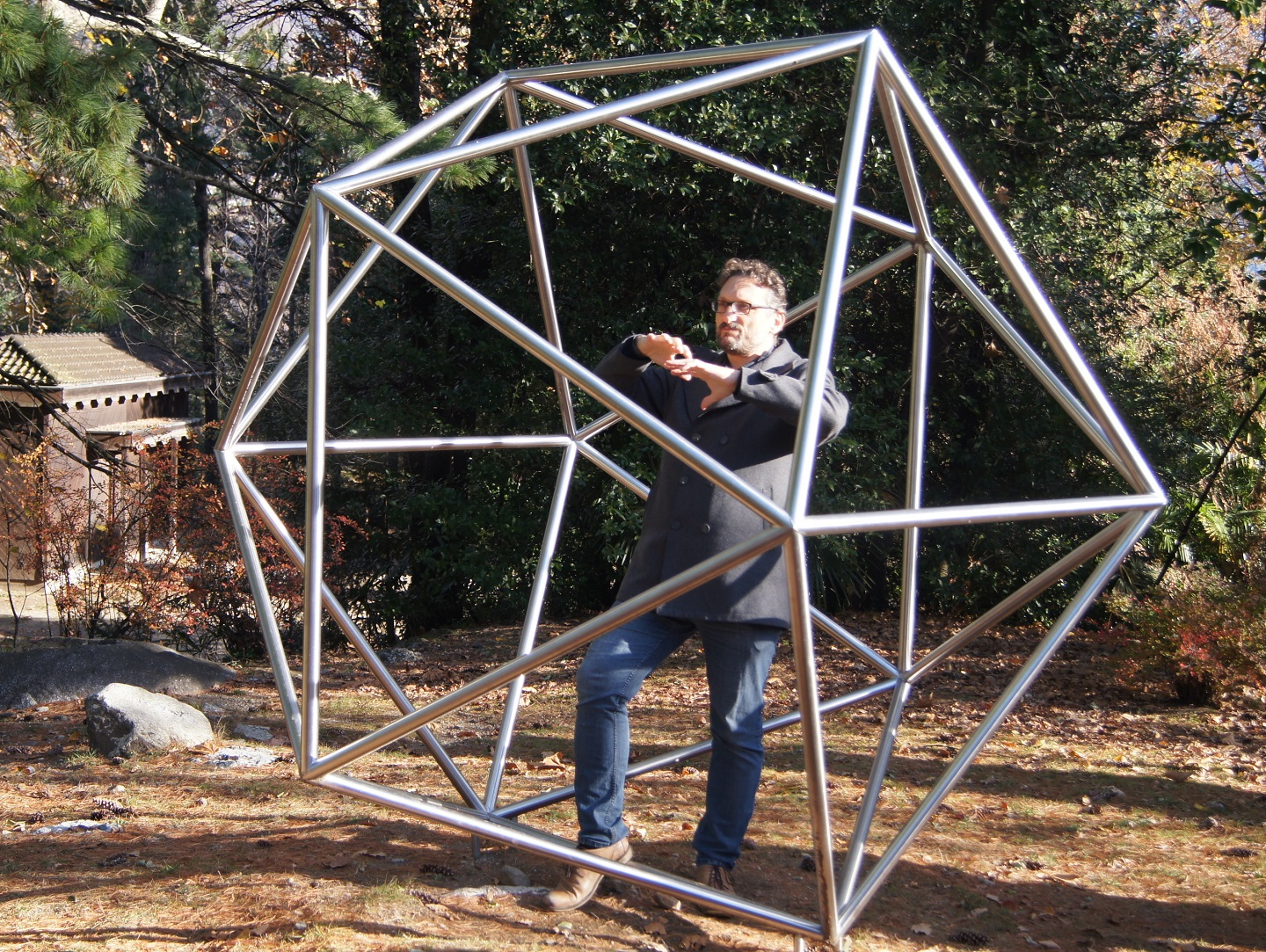
Lorenzo Sonognini zeigt den von Rudolf von Laban inspirierten Ikosaeder zum Verständnis der Labanotation.

Lorenzo Sonognini (* 10. Januar 1970; heimatberechtigt in Sonogno) ist ein Schweizer Museumsdirektor und Umweltberater.

## Leben
Der Tessiner Lorenzo Sonognini wurde an der ETH Zürich 1995 in Umweltnaturwissenschaften diplomiert. 2005 folgte ein Abschluss mit Executive Master of Business Administration. 1996 bis 2011 war er als Umweltberater tätig.
2011 bis 2017 war Sonognini Direktor der Stiftung Monte Verità, die das Kongress- und Kulturzentrum betreibt. In dieser Funktion leitete er Renovationsprojekte mehrerer Gebäude auf dem Gelände, insbesondere des Museums Casa Anatta mit der umfangreichen Ausstellung Die Brüste der Wahrheit von Harald Szeemann. Das Haus war wegen seines schlechten baulichen Zustands acht Jahre lang geschlossen. Sonognini organisierte auf dem Monte Verità viele Veranstaltungen zu philosophischen, psychologischen und naturwissenschaftlichen Themen.
Ehrenamtlich ist Sonognini seit 2011 Präsident des ethnografischen Museums Val Verzasca und seit 2007 Vizepräsident der Verzasca-Stiftung. 
Als Musiker hat er mit der Gruppe Zenit drei CDs im Stil des Progressive Rock veröffentlicht.

## Publikationen
- La bellezza del paesaggio, in: NIKE-Bulletin, 4/2012, (deutsche Zusammenfassung des italienischen Artikels)
- Martin Hermann und Lorenzo Sonognini: Zinc, copper and cadmium tolenance and cotolerance in Bromus erectus, Festuca rubra cv. Merlin and Festuca rubra trichophylla, Zürich, ETH Geobotanisches Institut, 1995